# 1866 en Italie
Chronologie de l'Italie
- 1862
- 1863
- 1864
- 1865
- 1866
- 1867
- 1868
- 1869
- 1870

Chronologie de l'Europe

## Événements
- 1er janvier : entrée en vigueur du Code civil[1].
- 8 avril : traité d’alliance entre le roi d’Italie et la Prusse contre l’Autriche ; Bismarck garantit la Vénétie à l’Italie[2].
- 5 mai : premier  numéro de Il Secolo, journal des radicaux lombards. Il quadruple sa diffusion en trente ans, passant de 26 000 à 200 000 exemplaires[3].
- 11 juin : convention secrète entre François-Joseph Ier d'Autriche et la France. L'empereur obtient la neutralité française en Italie en cédant secrètement la Vénétie à Napoléon III pour qu’il la rétrocède au royaume d’Italie[4].
- 20 juin :
  - Bettino Ricasoli devient président du Conseil[5] (Gouvernement Ricasoli II).
  - Troisième guerre d'Indépendance italienne : l’Italie, alliée à la Prusse, déclare la guerre à l’Autriche[2].

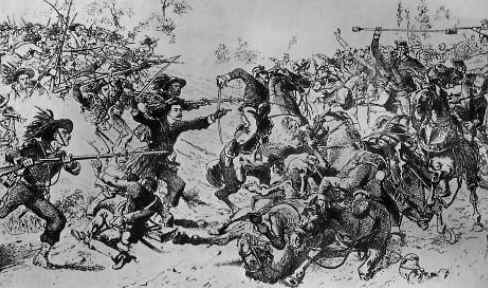
25 juin : bataille de Custoza

- 24 juin : l’armée italienne du général La Marmora, chef d’état-major, pourtant supérieure en nombre, est battue par les Autrichiens de l’archiduc Albert à la bataille de Custoza (25 juin)[4].
- 3 juillet : bataille du Mont Suello[6].
- 7 juillet : promulgation de la loi sur la suppression des corporations religieuses[7].
- 18 juillet : bataille de Pieve di Ledro[6].

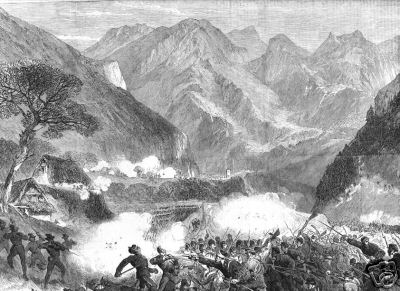
20 juillet : Garibaldi à Bezzecca

- 20 juillet : la flotte italienne de l’amiral Carlo Persano est battue à Lissa par les Autrichiens[8]. Persano est jugé par le Sénat réuni en Haute Cour de justice.
- 21 juillet : Garibaldi et ses volontaires sont victorieux des Autrichiens à Bezzecca, dans le Trentin[9].
- 12 août : armistice de Cormons[9]. Le roi arrête Garibaldi qui marchait vers Trente.

- 16-22 septembre : émeutes durant sept jours et demi (Sette e mezzo) à Palerme et en Sicile contre la hausse des prix[10].
- 3 octobre : à la paix de Vienne, l’Autriche remet la Vénétie à la France qui la remet à l’Italie, à la suite de la guerre entre l’Autriche et l’Italie. L’Autriche garde Trente et Trieste[11].
- 21 octobre : la Vénétie et le territoire de Mantoue se prononcent par plébiscite pour l’annexion au royaume d’Italie[12].

## Culture
- Ercole Cavalli : Biografías artísticas contemporáneas de los célebres José Verdi, maestro de música y Antonio Canova, escultor.

## Naissances en 1866
- 25 février : Benedetto Croce, philosophe, historien, écrivain et homme politique, fondateur du Parti libéral italien. († 20 novembre 1952)
- 2 mai : Giulio Alessandrini, médecin, professeur de l'université de Rome, spécialiste du paludisme et de parasitologie. († 13 avril 1954)
- 29 mai : Nazareno Strampelli, agronome, généticien et homme politique, qui fut l'un des précurseurs de la Révolution verte.  († 23 janvier 1942)
- 10 juillet : Ludovico Chigi Albani della Rovere, religieux, 76e grand maître de l'ordre souverain de Malte de 1931 à 1951. († 14 novembre 1951)
- 17 décembre : Giovanni Mercati, cardinal, créé par le pape Pie XI. († 23 août 1957)

## Décès en 1866
- 7 janvier : Ferdinando Bianchi, 68 ans, prêtre catholique, patriote de l‘Unité italienne. (° 3 mars 1797)
- 15 janvier : Massimo Taparelli d'Azeglio, 67 ans, écrivain, historien, nouvelliste, peintre, homme politique et diplomate, qui fut l'un des penseurs et acteurs du Risorgimento. (° 15 octobre 1798)
- 17 janvier : Carlo Canera di Salasco, 69 ans, général , membre de l'état-major général lors de la première guerre d'indépendance et homme politique. (° 13 septembre 1796)
- 18 avril : 
  - Luca Passi, 77 ans, prêtre catholique, fondateur de la Société de Sainte Dorothée, béatifié en 2013. (° 22 janvier 1789)
  - Sebastiano Santi, 76 ans, peintre, à qui l'on doit la décoration de nombreuses églises en Vénétie et au Frioul. (° 6 août 1789)
- 8 mai : Giorgio Jan, 74 ans, botaniste, zoologiste et universitaire, professeur à l'université de Parme et directeur du jardin botanique de la ville. († 21 décembre 1791)
- 28 juin : Guglielmo Gasparrini, 63 ans, botaniste et mycologue. (° 3 janvier 1803)
- 20 juillet : 
  - Ippolito Caffi, 56 ans, peintre de paysage. (° 16 octobre 1809)
  - Emilio Faà di Bruno, 46 ans, militaire, capitaine de vaisseau de première classe, ayant servi dans la Marine royale pendant la troisième guerre d'indépendance italienne, commandant du cuirassé Re d'Italia (it) avec lequel il prend part à la bataille de Lissa, au cours de laquelle il trouve la mort[13]. (° 7 mars 1820)

- Vincenzo Abbati, 63 ans, peintre, connu pour ses peintures d'intérieurs et de paysages nocturnes, mais aussi de scènes de genre et de sujets historiques.. (° 1803)